# Comacluster

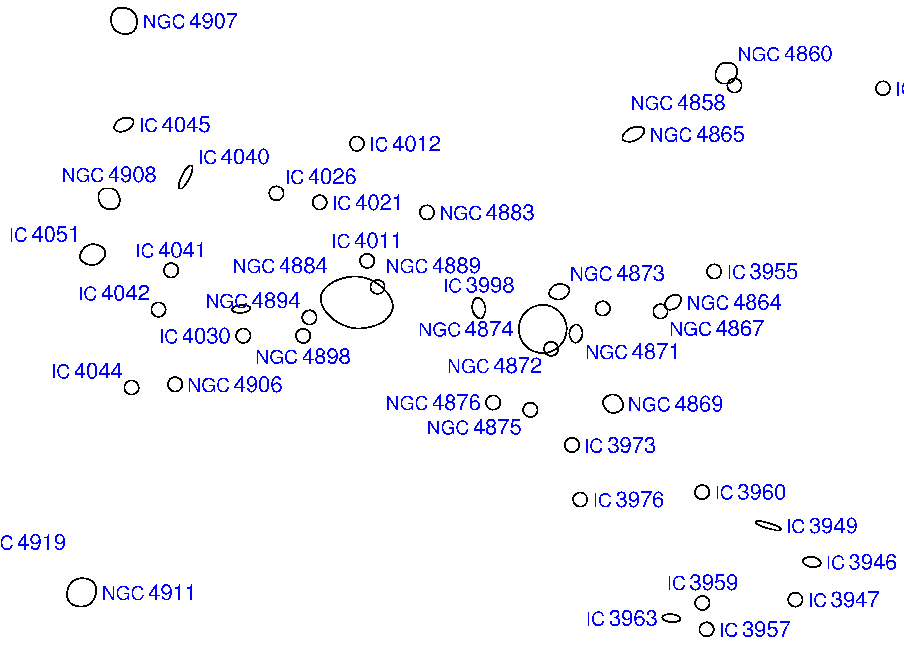
Kaart van het centrale deel van de Comacluster.

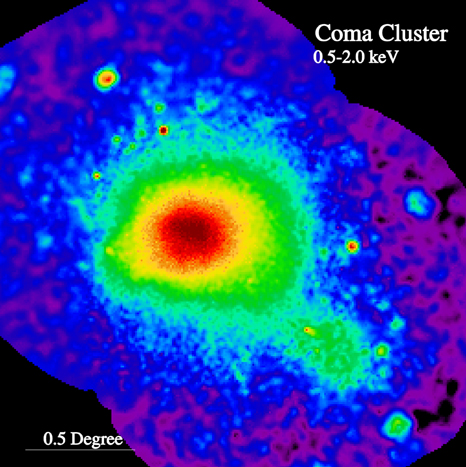
Röntgenstraling van de Comacluster gemeten door ROSAT toont het intraclustergas

De Comacluster is een groep van duizenden sterrenstelsels die zich bevindt op een afstand van ca. 300 miljoen lichtjaar in het sterrenbeeld Hoofdhaar (Coma Berenices). De cluster is ook bekend als Abell 1656 en maakt deel uit van de Coma Supercluster.
Het is een van de bekendste clusters. De verzameling nevels werd voor het eerst herkend door Heinrich Louis d'Arrest omstreeks 1865. De cluster is al zeer uitgebreid onderzocht geweest. Een reden is dat hij buiten het vlak van de melkweg ligt en het zicht dus weinig gehinderd wordt door tussenliggend materiaal. 
De Comacluster wordt gedomineerd door twee opvallende stelsels: NGC 4874 en NGC 4889. De diameter van beide stelsels bedraagt meer dan 250.000 lichtjaar. Er is ook een opvallende ster op de voorgrond: HD112887, een ster van 8ste magnitude. Deze bevindt zich op 269 lichtjaar van ons, minder dan één miljoenste van de afstand tot de Comacluster. 
De Comacluster bevat maar weinig spiraalstelsels en onregelmatige stelsels. Een theorie is dat deze stelsels ontstaan zijn uit de botsingen van stelsels onderling (zie ook interagerend sterrenstelsel). Dit is goed denkbaar gezien de grote dichtheid van de cluster.